# Monique Jaquet
Monique Jaquet (* Ende 1930 oder Anfang 1931) ist eine ehemalige Schweizer Tischtennis-Nationalspielerin. In den 1950er und 1960er Jahren gehörte sie zu den besten Spielerinnen des Landes.

## Werdegang
Monique Jaquet beendete die Ära von Alice Grandchamp und gewann zwischen 1953 und 1971 32 Titel bei den Nationalen Schweizer Meisterschaften: 11-mal im Einzel, 13-mal im Doppel und achtmal im Mixed. Sie nahm an sieben Weltmeisterschaften und mehreren Europameisterschaften teil, kam dabei jedoch nie in die Nähe von Medaillenrängen. 1984 wurde sie in Helsinki Senioren-Weltmeister im Doppel der Klasse Ü50 an der Seite der Japanerin Sasaki.
Mitte der 1960er Jahre spielte Monique Jaquet beim Verein Rapid Genf. nach ihrer Heirat (vor April 1981) trat sie unter dem Namen Antal-Jaquet auf.

## Turnierergebnisse
| Verband | Veranstaltung     | Jahr | Ort       | Land | Einzel     | Doppel       | Mixed      | Team |
| ------- | ----------------- | ---- | --------- | ---- | ---------- | ------------ | ---------- | ---- |
| SUI     | Weltmeisterschaft | 1967 | Stockholm | SWE  | Rd 1       | letzte 64    | letzte 64  | 23   |
| SUI     | Weltmeisterschaft | 1965 | Ljubljana | YUG  | Qual       | letzte 32    | Qual       | 20   |
| SUI     | Weltmeisterschaft | 1963 | Prag      | TCH  | letzte 128 | letzte 64    | letzte 64  | 17   |
| SUI     | Weltmeisterschaft | 1959 | Dortmund  | FRG  | letzte 64  | letzte 64    | letzte 32  | 19   |
| SUI     | Weltmeisterschaft | 1957 | Stockholm | SWE  | letzte 32  | letzte 64    | letzte 64  | 19   |
| SUI     | Weltmeisterschaft | 1955 | Utrecht   | NED  | letzte 32  | letzte 64    | letzte 64  | 22   |
| SUI     | Weltmeisterschaft | 1954 | Wembley   | ENG  | letzte 128 | keine Teiln. | letzte 128 | 23   |